# Полицейска академия 5: Мисия в Маями
„Полицейска академия 5: Мисия в Маями“ (на английски: Police Academy 5: Assignment Miami Beach) е американска криминална комедия от 1988 г. на режисьора Алън Майърсън, а сценарист е Стивън Къруик. Той е петият филм от поредицата „Полицейска академия“ и продължение на „Полицейска академия 4: Градски патрул“ (1987). Във филма участват Бъба Смит, Дейвид Граф, Майкъл Уинслоу, Лесли Ийстбрук, Марион Рамси, Джанет Джоунс, Ланс Кинси, Мат Маккой, Джордж Уилям Бейли и Джордж Гейнс. Премиерата на филма е на 18 март 1988 г.

## Актьорски състав
- Майкъл Уинслоу – сержант Ларвъл Джоунс
- Дейвид Граф – сержант Юджийн Такълбери
- Бъба Смит – лейтенант Моузес Хайтауър
- Марион Рамси – сержант Лавърн Хукс
- Лесли Ийстбрук – лейтенант Деби Калахан
- Таб Такър – полицай Томас Конклин
- Джордж Гейнс – комадант Ерик Ласард
- Джордж Уилям Бейли – капитан Тадиъс Харис
- Ланс Кинси – лейтенант Карл Проктър
- Джордж Робъртсън – комисионер Хенри Хърст
- Мат Маккой – сержант Ник Ласард
- Джанет Джоунс – полицай Кейт Стратън
- Рене Обержоноа – Тони
- Арчи Хан – Мишката
- Джеймс Хамптън – Кметът на Маями
- Ед Ковънс – Демпси

## В България
В България филмът първоначално е издаден на VHS от Брайт Айдиас през 1993 г.
През 2009 г. е излъчен по PRO.BG, а по-късно се излъчват повторения по bTV Media Group.
На 31 декември 2021 г. се излъчва и по FOX.

### Дублажи
| Преводач            | Камен Ранчев                                                                             |
| Тонрежисьор         | Петър Колев                                                                              |
| Режисьор на дублажа | Мирослав Стоянов                                                                         |
| Озвучаващи артисти  | Нели Топалова Йордан Спиров Пламен Сираков Игор Марковски Никола Додов Димитър Герасимов |

| Преводач            | Иво Иванов                                                   |
| Тонрежисьор         | Петър Макавеев                                               |
| Режисьор на дублажа | Тодор Георгиев                                               |
| Озвучаващи артисти  | Лиза Шопова Марин Янев Емил Емилов Петър Калчев Цветан Ватев |

| Преводач            | Иво Иванов                                                                 |
| Тонрежисьор         | Марио Иванов                                                               |
| Режисьор на дублажа | Добрин Добрев                                                              |
| Озвучаващи артисти  | Гергана Стоянова Георги Стоянов Сотир Мелев Борис Кашев Александър Воронов |

## Филми от поредицата за „Полицейска академия“
Поредицата „Полицейска академия“ включва 7 филма:
- „Полицейска академия“ (1984)
- „Полицейска академия 2: Тяхното първо назначение“ (1985)
- „Полицейска академия 3: Отново в академията“ (1986)
- „Полицейска академия 4: Градски патрул“ (1987)
- „Полицейска академия 5: Мисия в Маями“ (1988)
- „Полицейска академия 6: Град под обсада“ (1989)
- „Полицейска академия 7: Мисия в Москва“ (1994)